# Alois Homan
Alois Homan (auch: Homann) (* 22. August 1808 in Eisnern/Železniki; † 26. September 1891 ebenda) war ein österreichischer Bezirksvorsteher und Politiker.

## Leben
Homan war der Sohn des Gewerken und Realitätenbesitzers Franz Homan (1763; † 29. März 1846) und dessen Ehefrau Antonia geb. Dietrich (* 27. Oktober 1773; † 22. März 1857). Er war römisch-katholisch und heiratete Hedwig Steindl (* 1817; † 24. November 1872). Aus der Ehe gingen zwei Töchter und drei Söhne, von denen zwei jung starben, hervor.
Nach einer juridischen Ausbildung wurde Homan 1848 Bezirkskommissär in Greifenburg und 1849 Bezirkskommissär in der Hermagorer Expositur Tarvis, bevor er 1854 zum Bezirksadjunkt befördert wurde. Ab 1857 war er Bezirksvorsteher von Arnoldstein und wurde 1868 zum Bezirksrichter für Arnoldstein ernannt. Im Jahr 1887 erfolgte die Versetzung in den dauernden Ruhestand.

## Politik
Er war Mitglied des Gemeinderates von Arnoldstein und wurde 1887 zum Ehrenbürger der Gemeinde Arnoldstein ernannt.
Vom 8. Januar 1863 (Nachwahl vom 20. Oktober 1862 nach Rücktritt von Sebastian Isepp) bis zum am 2. Januar 1867 war er Abgeordneter im Kärntner Landtag für den Wahlbezirk LGM 7 Hermagor. Im Landtag war er Mitglied des Bauausschusses.